# Lydia Cacho
Lydia María Cacho Ribeiro (Ciudad de México, 12 de abril de 1963), más conocida como Lydia Cacho, es una periodista, escritora, conferenciante y activista por los derechos humanos mexicana, naturalizada española.
Ha recibido reconocimientos internacionales por investigar crímenes y desarrollar herramientas sociales y por su labor en enseñar nuevas técnicas de cómo enfrentar la esclavitud y la trata de personas en todo el mundo. Fundó un refugio para mujeres de alta seguridad en México: el Centro Integral de Atención a las Mujeres CIAM Cancún A.C. Logró la primera sentencia por tráfico sexual de niños y pornografía infantil en México y en América Latina (112 años de prisión).
En noviembre de 2021 el Gobierno español le concedió la nacionalidad española por carta de naturaleza.

## Biografía
Lydia María Cacho Ribeiro nació en la Ciudad de México y desde hace 20 años radica en Cancún, Quintana Roo. Su madre, Paulette Ribeiro, psicóloga y feminista franco-portuguesa, y su padre Óscar Cacho, un ingeniero mexicano. Desde joven, se involucró en la defensa de los derechos de las mujeres, al seguir el ejemplo de su madre.
Estudió la carrera de periodismo en la Universidad de Cancún, Quintana Roo

## Trayectoria
Periodista, feminista, escritora y defensora de los derechos humanos, ha desarrollado su trabajo aún con riesgo para su vida.
En 1998 participó en la fundación de la organización Red de Periodistas de México, Centroamérica y Caribe, es integrante de la Red Internacional de Periodistas con Visión de Género y de la Red Nacional de Periodistas.
Lydia Cacho fundó en el año 2000, en compañía de otras personas, el Centro Integral de Atención a las Mujeres, un centro especializado en atención a mujeres, niños y niñas que han sido víctimas de violencia doméstica y violencia sexual, cerrado desde 2012 por el aumento de casos de violencia extrema y falta de financiamiento hacia el centro.
En el 2003, escribió el libro Los demonios del Edén, en donde denuncia a la mafia de la pederastia en México y la explotación comercial del sexo con menores con la anuencia de la clase política e implica a varios personajes públicos. Como consecuencia de esta publicación se inició la persecución, secuestro y torturas a Lydia Cacho.

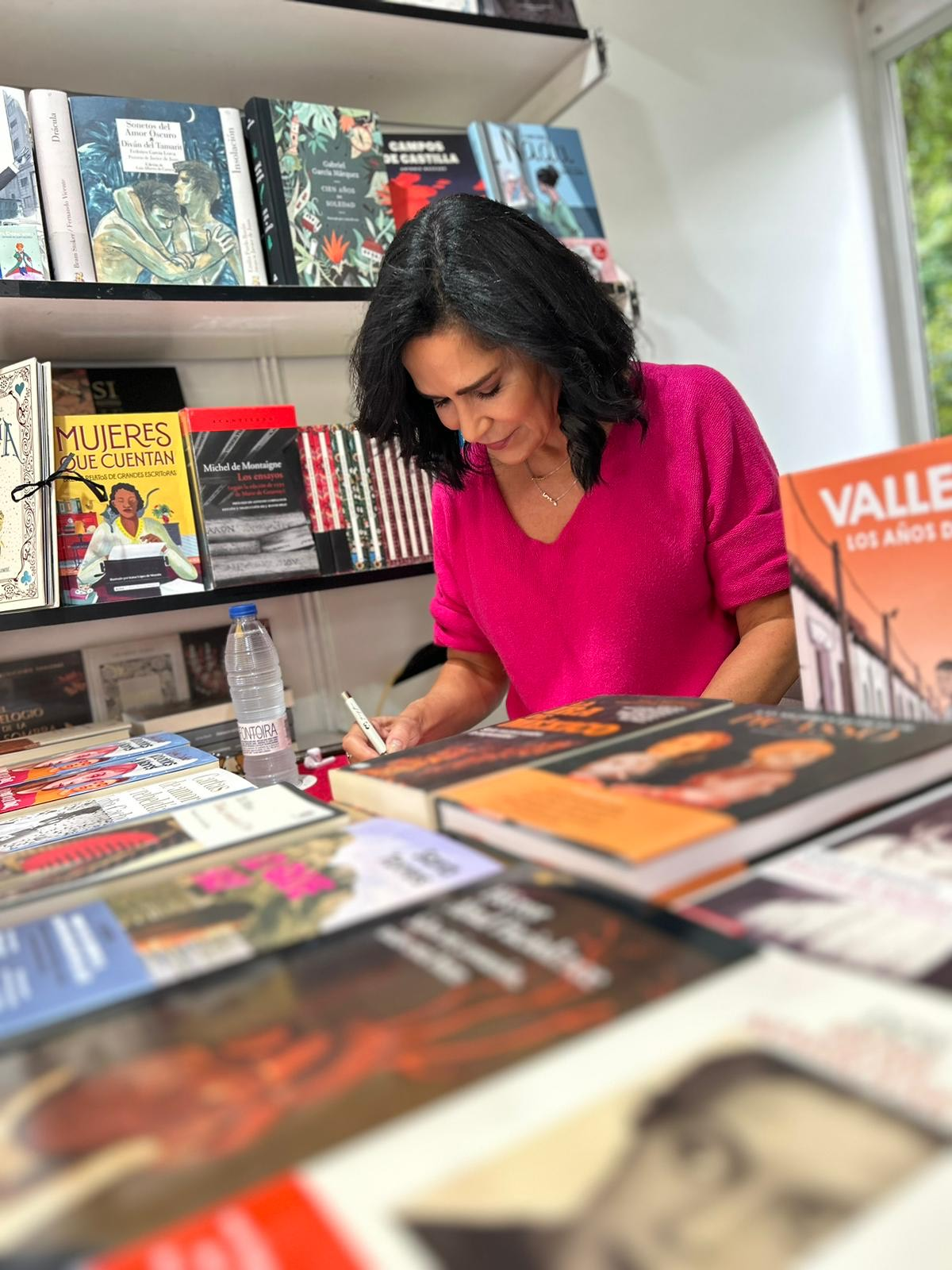
Lydia Cacho. Feria del Libro de Madrid 2023

## Persecución y proceso judicial
Por la publicación del libro Los Demonios del Edén se inició un proceso penal en su contra, por el supuesto delito de difamación que impuso el empresario libanés Kamel Nacif Borge en el estado de Puebla, y el escándalo político que tuvo lugar al implicar al entonces gobernador de Puebla, Mario Plutarco Marín Torres, del Partido Revolucionario Institucional (PRI), y al empresario en una confabulación para violentar la ley en contra de la periodista. Los delitos que denunció Lydia Cacho tuvieron lugar en Cancún (Quintana Roo), donde ella residía y donde fue secuestrada por elementos policiacos de Puebla y trasladada de manera ilegal a ese estado, por orden del gobernador de Puebla.
En el 2005, Jean Succar Kuri, pederasta y corruptor de menores preso en Arizona, la amenazó de muerte junto con el personal que labora en el Centro Integral de Atención a las Mujeres, CIAM Cancún A.C.
Lydia Cacho también fue amenazada por José Ramón Hernández, exagente del Cuerpo Especial Antisecuestros de Torreón, Coahuila, y Alfredo Jiménez Potenciano, presunto narcotraficante, por defender a las parejas sentimentales de estos y protegerlas. Por esa razón, ella contaba con una escolta de la Agencia Federal de Investigación (AFI), misma que fue burlada durante su detención y traslado a Puebla en diciembre de 2005 tras la demanda por difamación interpuesta por Kamel Nacif Borge, quien es señalado en el libro Los demonios del Edén, como amigo del pederasta detenido en Arizona.
Fue detenida en Cancún, Quintana Roo, el 16 de diciembre de 2005, por agentes de la policía judicial de Puebla, para trasladarla a la ciudad de Puebla. La razón de su detención se debió a su libro Los demonios del Edén, que fue publicado en el año 2003 y que consiste en una investigación que recopila los relatos testimoniales de los sobrevivientes de una red de prostitución infantil, dirigida por políticos y por los empresarios Succar Kuri y Kamel Nacif.
El 14 de febrero del 2006, se dio a conocer la grabación de una llamada telefónica entre el gobernador de Puebla y Kamel Nacif, en la cual este último le agradecía el favor hecho por Mario Marín Torres al detener y procesar a Lydia Cacho; estos hechos sustentarían las denuncias hechas por ella. Gran parte de los políticos de México, organizaciones sociales y medios de comunicación exigieron la aclaración del caso e incluso la renuncia del gobernador. Además, se menciona de manera colateral, en algunas de las grabaciones, a quienes fueron los gobernadores de Quintana Roo, Félix González Canto (PRI), de Chiapas, Pablo Salazar Mendiguchía (coalición de los partidos: Partido Acción Nacional, Partido de la Revolución Democrática, Partido Verde Ecologista de México), al exgobernador de Quintana Roo, Joaquín Hendricks Díaz, y al senador priista Emilio Gamboa Patrón.
En 2007 empresario Kamel Nacif Borge perdió la batalla jurídica iniciada contra Lydia Cacho.
Lydia Cacho tuvo que vivir fuera de su país a causa de las amenazas de muerte sufridas; la autora declaró que fue víctima de una amenaza directa, por medio de la intervención de una línea especial de teléfono a la que sólo podrían llegar a tener acceso los sofisticados equipos de la Marina Armada o de los cárteles que operan en Quintana Roo. Por consejo de asesores expertos en secuestros y ante el comentario de la Procuradora General de la República, Marisela Morales, quien le dijo "sería mejor que salieras unos meses del país", Lydia Cacho se autoexilió en busca de reestructurar su esquema personal de seguridad.
En enero de 2019 el Estado Mexicano reconoció públicamente que Lydia Cacho fue secuestrada y torturada por agentes del gobierno y le ofreció disculpas públicas y pidió cinco veces perdón a Lydia Cacho por la persecución sufrida desde 2005, a raíz de la publicación del libro Los demonios del Edén.
En 2019 el Primer Tribunal Unitario del Vigésimo Séptimo Circuito en Quintana Roo giró una orden de aprehensión contra el exgobernador de Puebla, Adolfo Karam, del empresario, Kamel Nacif, por el delito de tortura contra la periodista Lydia Cacho Ribeiro.
En 2019 la Fiscalía General de la República detuvo en Veracruz al exsecretario de Seguridad de Puebla Adolfo Karam, acusado de participar en el secuestro y tortura de la periodista Lydia Cacho.
En febrero de 2021 detuvieron al prófugo exgobernador del Estado de Puebla, Mario Marín Torres, quien se había mantenido oculto en una casa de Acapulco.
En marzo de 2021 la Interpol encontró y arrestó en Líbano al empresario Kamel Nacif.
En abril de 2021 la Justicia mexicana amplió de 5 a 7 años de cárcel al excomandante de la Policía Judicial Juan Sánchez Moreno, ejecutor de la detención ilegal y tortura de la periodista en 2005.
En julio de 2021 un tribunal liberó a Kamel Nacif de toda responsabilidad por la tortura que sufrió la periodista tras revelar una red de pederastia. La organización Artículo 19 denunció que persiste la impunidad para el empresario. 
En noviembre de 2021, el Gobierno español le concedió la nacionalidad española por carta de naturaleza.
En julio de 2023 la Fiscalía General de la República (FGR) anunció el arresto de Adolfo Karam Beltrán, exdirector de la Policía Judicial del estado de Puebla, por el delito de tortura contra la periodista en 2005.
México es el país con mayor índice de violencia contra periodistas, es el país sin conflicto armado más peligroso para la prensa en todo el mundo, según datos de la organización no gubernamental Reporteros Sin Fronteras (RSF).

### Historia del secuestro
Lydia Cacho ha querido denunciar el sistema de redes entre empresarios, políticos, militares, policías y líderes religiosos que esclavizan a niñas y mujeres, esta periodista ha dedicado gran parte de su vida a investigar las organizaciones dedicadas a la trata de personas y denunciar la transgresión de los derechos fundamentales de las personas. “Existe un tráfico de influencias, abuso de poder y una perversa degradación que se obtiene con la colusión de poderes”. (Cacho, 2007; 16).
La violación de sus derechos humanos que se vieron quebrantados al entrar a la cárcel, como ella misma lo declara “traemos un resumen de mi caso y explicaré la ruta de la impunidad” ella aclara que no es la única que sufre debido a la falta de justicia y de la aplicación de las leyes en México.
Tal parece que la impunidad y la falta de justicia impera en México, por eso es que Lydia cacho se volvió el ejemplo vivo de que nuestro país requiere un cambio profundo tanto en su marco legal, político y social.
En 2005, Lydia Cacho denuncia las agresiones de las que fueron víctimas varias menores, esto provocó un fuerte enfrentamiento con el empresario libanés Kamel Nacif, y el entonces gobernador de Puebla, Mario Plutarco Marín Torres que desencadenó un revuelo mediático y evidenció la crisis de credibilidad en el Sistema de Justicia Mexicano.
Más tarde ha denunciado ser víctima de ataques en redes sociales por su denuncia al gobernador Borge.
En la publicación, Cacho cuenta cómo los agentes de la policía la obligaron a entrar a un auto sin saber su destino. Cacho es llevada a las oficinas de la procuraduría, donde le realizan un examen médico que establece el hecho de sufrir de bronquitis, y de la inconveniencia de ser trasladada a distancias largas por carretera. Según el testimonio de Cacho, la médica le expide el certificado médico y le receta medicamento; sin embargo, los judiciales la retiran del lugar antes de que le fuese entregado su expediente médico del hospital.
Al sacarla del lugar es trasladada por los mismos agentes judiciales al estado de Puebla. Durante el viaje, Cacho es privada de hacer uso de su teléfono, de contactar a su abogado, recibe amenazas de muerte y es víctima de tortura verbal ocasionada por los judiciales.
Antes de llegar a Puebla, el vehículo es interceptado por otro de donde salen dos mujeres de la policía, las cuales toman los lugares de los agentes captores. Según la revista proceso la procuraduría de Puebla informó a los medios de comunicación que la periodista había sido detenida y trasladada por agentes policías mujeres, las cuales iban acompañadas de un representante de derechos humanos. Lo cual fue desmentido por Lydia la publicada en Cimacnoticias (2005).
Ya en Puebla, el trámite del juicio de Lydia Cacho avanza lentamente. Finalmente, sale a las 15:00 horas, al pagar una fianza que consta de $70,000 pesos en efectivo.
Según una nota publicada por el periódico Vanguardia (2018), Cacho Ribeiro manifestó que durante su traslado a Puebla, se hizo presente la discriminación de género, demostrada en tortura y el trato sexualizado a su persona. Posteriormente a su detención, el comité de Derechos Humanos de la Organización de Naciones Unidas, pide al Estado mexicano que se repare el delito de difamación provocado a la periodista. El comité de la ONU, deja en claro que reconoce el suceso como un caso de violación a mujeres en el sistema de justicia.
La experiencia vivida por la periodista fue llevada al papel, en su libro Memorias de una infamia y posteriormente se ha realizado una adaptación teatral, La infamia.

## Actividad periodística

### El Universal
2009 a 2014 escribió la columna llamada "Plan B" en el periódico El Universal.
En septiembre de 2014, en su columna “Sureste peligroso” para el periódico El Universal, Lydia Cacho anunció que, tras nueve años de colaboración, se dieron circunstancias que le impidieron continuar: “El Universal ha tomado decisiones que me impiden seguir como columnista en sus páginas”.

### Sin embargo
Es cofundadora de la plataforma digital de izquierda "Sin Embargo". De 2012 a 2014 escribió para esta plataforma en México.

### Somos Valientes
Desde 2016 Lydia Cacho decidió utilizar el Premio ALBA/Puffin al activismo en pro de los derechos humanos para realizar una plataforma educativa web y serie documental de nombre "Somos Valientes" la cual será terminada a mediados de 2018. La primera temporada consta de 5 capítulos y documenta historias reales de niñas y niños valientes en México, de diversos ámbitos y razas que demuestran estar conscientes de su entorno y quieren ser escuchados. Se basa en la educación de los Derechos Humanos como una fórmula para crear civismo, empatía y comportamiento ético a partir del ejemplo. Lydia Cacho conduce y dirige esta serie documental.

### Reportaje sobre el feminicidio en Ciudad Juárez
Durante la década de 1990 y principios de la de 2000, Cacho informó sobre el feminicidio en Ciudad Juárez. En el 2020, Cacho fue presentadora y productora ejecutiva de un podcast bilingüe producido por Imperative Entertainment y Blue Guitar sobre el feminicidio, que se distribuyó en inglés como The Red Note y en español como La Nota Roja. Un documental sobre el mismo tema, titulado "Flores del desierto: Historias de la nota roja", fue lanzado por Imperative Entertainment en el 2021.

### Serie Peace Peace Now Now
Lydia cacho es productora ejecutiva y guionista de la serie documental Peace Peace Now Now en  Disney Star+.

### Otros
Lydia Cacho escribe en diferentes medios de comunicación españoles como El País, elDiaro.es. Considera que es necesario seguir haciendo periodismo de investigación.
Durante el 2022 y el 2023 ha realizado viajes a Ucrania y Palestina para posteriormente contar su visión y experiencia en esos lugares en guerra y trasladar al público cómo es la vida de la población civil en estado de guerra, especialmente la de mujeres y menores de edad.

## Libros publicados
Lydia Cacho ha escrito libros derivados de sus conocimientos y experiencias, desde poesía hasta ficción, un manual para prevenir el abuso de menores, ensayos sobre temas de amor y género, y los bestséllers internacionales sobre tráfico sexual, esclavismo y pornografía infantil. Sus libros se han traducido a diferentes idiomas: francés, inglés, alemán, portugués, italiano, neerlandés, croata, sueco y turco, y se han publicado en México, en los Estados Unidos, en España y en países centroamericanos. Forma parte de la Red Internacional de Periodistas con Visión de Género.
- 1995: Mujer Delfín Maldonado. Editores ISBN 1716944755170

- 2003: Muérdele al corazón, Bite the heart, DEMAC, ASIN B01FEOIYJK
- 2004: Los demonios del Edén, Debolsillo,  ISBN 978-60-731-0734-1
- 2007: Esta boca es mía…y tuya también, Planeta Mexicana, ISBN 978-97-037-0676-1
- 2008: Memorias de una infamia. DEBATE.  ISBN 978-84-8306-787-1
- 2009: Con mi hij@ NO,  Debolsillo, ISBN 978-60-742-9086-8
- 2010: Esclavas del poder: trata sexual, Grijalbo Mondadori, ISBN 978-60-731-0003-8
- 2013: El silencio es nuestro, Artes de México y del Mundo, ISBN 978-60-746-1138-0
- 2014: Slavery Inc, Soft Skull Press, inglés, ISBN 978-1619022966
- 2014: Sexo y amor en tiempos de crisis, Grijalbo, ISBN 978-60-731-1894-1
- 2015: En busca de Kayla, Lydia Cacho y Patricio Betteo, Sexto Piso, ilustrado, ISBN 978-60-794-3618-6
- 2016:  When we are bold  Editorial Mapale  ISBN-100994944160
- 2016: Infamy, Soft Skull Press, inglés, ISBN 978-15-937-6643-6
- 2016: La ira de México, Debate, ISBN 978-60-731-5025-5
- 2017: The sorrows of Mexico, Maclehose Press, inglés, ISBN 978-08-570-5622-1
- 2017: Ciberespías al rescate: en busca de Sam, ASIN B076DNC2XB
- 2018: #Ellos Hablan, Grijalbo, ISBN 978-607-316-714-7
- 2020: Tsunami  Editorial Sexto piso  ISBN 978-60-786-1944-3
- 2022: Cartas de amor y de rebeldía. Alfaguara México. ISBN 978-607-38-1321-1
- 2023: Rebeldes y libres. La Esfera ISBN 978-84-1384-492-3

## Premios y distinciones
- 2002: Premio Estatal de Periodismo de Quintana Roo.
- 2006: Premio "Francisco Ojeda" al Valor Periodístico[38]
- 2006: Premio Nacional "Don Sergio Méndez Arceo" a la Defensa de los Derechos Humanos[39]
- 2006: Premio "Yo Dona" de España a la labor humanitaria[40]
- 2006: Premio Estatal de Derechos Humanos de Quintana Roo.[41]
- 2007: Premio "Ginetta Sagan" de Amnistía Internacional.
- 2007: Premio de la "Fundación Internacional de Mujeres en los Medios".[42]
- 2007: Premio a la Valentía en el Periodismo de la IWMF.[43]
- 2007: Human Rights Watch.
- 2007: OXFAM Women’s Rights award.
- 2007: CNN Héroe.
- 2008: III Premio Casa América Catalunya a la libertad de expresión.
- 2008: Premio de la Unión de Periodistas de Valencia
- 2008: Premio Mundial de la Libertad de Prensa Unesco - Guillermo Cano
- 2009: V Premio Isonomía contra la violencia de género, otorgado por La Fundación Isonomía.[44]
- 2010: Premio del Ministerio de Igualdad de España por su trabajo contra la Trata de mujeres y niñas.[45]
- 2010: Pen Pinter Prize U.K.[46]
- 2011: Premio Hermila Galindo México.[47]
- 2011: Premio Olof Palme[48]
- 2011: The Train Foundation World Courage Award, New York.
- 2011: La Oficina de Naciones Unidas contra la Droga y el Delito nombró Embajadora internacional de la campaña del listón azul para erradicar el tráfico sexual.[49]
- 2012: Premio Regional por los Derechos Humanos de las Mujeres.[50]
- 2012: The Train Foundation World Courage Award (New York).[51]
- 2013: Premio Nicolás Salmerón de Derechos Humanos, en la modalidad de «Mujer e Igualdad».[52][53]
- 2013: Las 50 mujeres más poderosas de México en la Lista Forbes.[54]
- 2016: Premio ALBA/Puffin al activismo en pro de los derechos humanos.[55]
- 2016: Premio Iberoamericano de Igualdad Cortes de Cádiz[56]
- 2017: The Dialogue, Distinguished Leadership Award for the Defense of Human Rights Journalist, Writer and Human Rights Activists, Washington D. C.[57]
- 2018: Premio Reporteros del Mundo (en recuerdo de Julio Fuentes, asesinado en Afganistán, y de Julio Anguita Parrado, víctima de la Guerra de Irak) dentro de los XVII Premios Internacionales de Periodismode EL MUNDO.[58]
- 2019: Distinciones Diario 16 con el galardón El premio a la Cultura por su libro Ellos hablan.[59]
- 2019: Homenaje FIL Guadalajara a la Lucha Por Los Derechos Humanos.[60]
- 2020: Medalla al mérito periodístico – Hay Festival, Londres, UK.[61]
- 2021: Premio a la Libertad de Expresión, otorgado por el Ayuntamiento De San Fernando (Cádiz).[62]
- 2022: Premio Latina House Raizado Icon Award. Colorado, EUA. (2022)
- 2022: Premio Nelson Mandela Changemaker PPTOW.[63]
- 2023: Premio Escritora Gallega Universal 2023.[64]
- 2023: Premio Periplo Tenerife por su carrera profesional y espíritu de aventura.[65]
- 2023: Premio Femme Avenir/Mujeres Avenir Mujer y Diplomacia.[66]
- 2023: Premio de Periodismo de Opinión Raúl Del Pozo en VIII edición, por su contribución a la democracia y la prensa libre.[67][68]